# Fucus serratus
Fucus serratus è un'alga bruna marina del genere Fucus presente nell'Atlantico settentrionale.
È di colore marrone-olivastro e simile alle specie Fucus vesiculosus e Fucus spiralis.

## Usi
F. serratus è usata in Irlanda e Francia per la produzione di cosmetici e per la talassoterapia. Nelle isole occidentali della Scozia è raccolta per essere usata come fertilizzante liquido.